# 1836
1836 (số La Mã: MDCCCXXXVI) là một năm nhuận bắt đầu vào thứ Sáu trong lịch Gregory.

## Sinh
- 13 tháng 2 – Nguyễn Phúc Miên Điều, tước phong Kiến Hòa Quận công, hoàng tử con vua Minh Mạng (m. 1891).
- 20 tháng 5 – Nguyễn Phúc Miên Hoang, tước phong Kiến Phong Quận công, hoàng tử con vua Minh Mạng (m. 1888).
- 31 tháng 7 – Nguyễn Phúc Nhu Hòa, phong hiệu Đa Lộc Công chúa, công chúa con vua Minh Mạng (m. 1929).
- 20 tháng 9 – Nguyễn Phúc Miên Chí, tước phong Vĩnh Lộc Quận công, hoàng tử con vua Minh Mạng (m. 1888).
- 4 tháng 12 – Nguyễn Phúc Hòa Trinh, phong hiệu Lâm Thạnh Công chúa, công chúa con vua Minh Mạng (m. 1869).
- Không rõ – Nguyễn Phúc An Nhàn, phong hiệu Xuân Vân Công chúa, công chúa con vua Minh Mạng (m. 1854).
- Không rõ – Nguyễn Phúc Lệ Nhàn, phong hiệu Quy Chính Công chúa, công chúa con vua Thiệu Trị (m. 1882).

## Mất
- 28 tháng 6 – James Madison, tổng thống thứ tư của Hoa Kỳ (s. 1751).
- 29 tháng 8 – Nguyễn Phúc Uyển Diễm, phong hiệu Lộc Thành Công chúa, công chúa con vua Minh Mạng (s. 1815).